# Élections sénatoriales de 2023 dans le Val-d'Oise
Les élections sénatoriales de 2023 dans le Val-d'Oise ont lieu le dimanche 24 septembre 2023 dans le but d'élire les cinq sénateurs représentant le département au Sénat pour un mandat de six années.
Les élections sont marquées par la non réélection d'Alain Richard (RE) et de Sébastien Meurant (REC), passés respectivement à deux et trois voix d'un siège.

## Sénateurs sortants
| Sénateur                   | Parti | Parti | Fonction(s) lors de l'élection en 2017                |
| -------------------------- | ----- | ----- | ----------------------------------------------------- |
| Rachid Temal               |       | PS    | Conseiller régional, conseiller municipal de Taverny  |
| Alain Richard              |       | RE    | Sénateur sortant, maire de Saint-Ouen-l'Aumône        |
| Arnaud Bazin               |       | LR    | Président du conseil départemental                    |
| Jacqueline Eustache-Brinio |       | LR    | Conseillère régionale, maire de Saint-Gratien         |
| Sébastien Meurant          |       | REC   | Conseiller départemental, maire de Saint-Leu-la-Forêt |

## Présentation des listes et des candidats
Les nouveaux représentants sont élus pour un mandat de 6 ans au suffrage universel indirect par les grands électeurs du département. Dans l'Essonne, les sénateurs sont élus au scrutin proportionnel plurinominal. Le département élit cinq sénateurs et sept candidats doivent être présentés sur chaque liste pour qu'elle soit validée. Chaque liste de candidats est obligatoirement paritaire et alterne entre les hommes et les femmes.

### Liste Rassemblement national conduite par Jean-Baptiste Marly
| N° | Candidats | Candidats           | Parti | Nuance | Principales fonctions                  |
| -- | --------- | ------------------- | ----- | ------ | -------------------------------------- |
| 01 |           | Jean-Baptiste Marly | RN    | RN     | Conseiller régional d'Île-de-France    |
| 02 |           | Nadejda Rémy        | RN    | RN     | Conseillère régionale d'Île-de-France  |
| 03 |           | Florent Batier      | RN    | RN     | Conseiller municipal de Franconville   |
| 04 |           | Océane Ustase       | RN    | RN     | Conseillère municipale de Franconville |
| 05 |           | David Quentin       | RN    | RN     |                                        |
|    |           |                     |       |        |                                        |
| 06 |           | Annika Bruna        | RN    | RN     | Députée européenne                     |
| 07 |           | Philippe Debruyne   | RN    | RN     |                                        |

### Liste Les Républicains conduite par Arnaud Bazin
| N° | Candidats | Candidats                  | Parti | Nuance | Principales fonctions                                       |
| -- | --------- | -------------------------- | ----- | ------ | ----------------------------------------------------------- |
| 01 |           | Arnaud Bazin               | LR    | LR     | Sénateur sortant                                            |
| 02 |           | Jacqueline Eustache-Brinio | LR    | LR     | Sénatrice sortante, conseillère municipale de Saint-Gratien |
| 03 |           | Georges Mothron            | LR    | LR     | Maire d'Argenteuil                                          |
| 04 |           | Sarah Moine                |       | DVD    | Conseillère départementale du Val-d'Oise                    |
| 05 |           | Thibault Humbert           | LR    | LR     | Maire d'Éragny, conseiller régional d'Île-de-France         |
|    |           |                            |       |        |                                                             |
| 06 |           | Marie-Christine Cavecchi   | LR    | LR     | Présidente du Conseil Départemental du Val-d'Oise           |
| 07 |           | Paul Dubray                | LR    | LR     | Conseiller départemental du Val-d'Oise                      |

### Liste Parti socialiste conduite par Rachid Temal
| N° | Candidats | Candidats            | Parti | Nuance | Principales fonctions                    |
| -- | --------- | -------------------- | ----- | ------ | ---------------------------------------- |
| 01 |           | Rachid Temal         | PS    | SOC    | Sénateur sortant, conseiller régional    |
| 02 |           | Ayda Hadizadeh       | PS    | SOC    | Adjointe au maire de Saint-Ouen-l'Aumône |
| 03 |           | Sylvain Lassonde     | PS    | SOC    | Adjoint au maire de Sarcelles            |
| 04 |           | Laura Menaceur       | PS    | SOC    | Adjointe au maire de Sarcelles           |
| 05 |           | Danilson Lopès       | LRDG  | RDG    | Adjoint au maire de Bezons               |
|    |           |                      |       |        |                                          |
| 06 |           | Elisabeth Hubert     |       | DVG    | Adjointe au maire de Bruyères-sur-Oise   |
| 07 |           | Jean-Noël Carpentier | MDP   | COM    | Maire de Montigny-lès-Cormeilles         |

### Liste Divers gauche conduite par Jean-Pierre Iborra
| N° | Candidats | Candidats          | Parti | Nuance | Principales fonctions                     |
| -- | --------- | ------------------ | ----- | ------ | ----------------------------------------- |
| 01 |           | Jean-Pierre Iborra |       | DVG    | conseiller municipal de Villiers-le-Bel   |
| 02 |           | Virginie Saliba    |       | DVG    | conseillère municipale de Villiers-le-Bel |
| 03 |           | Hervé Zilber       |       | DVG    | conseiller municipal de Villiers-le-Bel   |
| 04 |           | Fatima Benali      |       | DVG    |                                           |
| 05 |           | Mohamed Anajjar    |       | DVG    | conseiller municipal de Villiers-le-Bel   |
|    |           |                    |       |        |                                           |
| 06 |           | Dieneba Sow        |       | DVG    |                                           |
| 07 |           | Bankaly Kaba       |       | DVG    | conseiller municipal de Villiers-le-Bel   |

### Liste Union de la gauche conduite par Pierre Barros
| N° | Candidats | Candidats         | Parti | Nuance | Principales fonctions                  |
| -- | --------- | ----------------- | ----- | ------ | -------------------------------------- |
| 01 |           | Pierre Barros     | PCF   | COM    | Maire de Fosses                        |
| 02 |           | Marjorie Noel     | PCF   | COM    | conseillère municipale de Bezons       |
| 03 |           | Gilles Paignon    | LFI   | FI     | conseiller municipal de Butry-sur-Oise |
| 04 |           | Anne-Flore Labois | G·s   | SOC    |                                        |
| 05 |           | Ali Abchiche      | G·s   | SOC    | Conseiller municipal de Sarcelles      |
|    |           |                   |       |        |                                        |
| 06 |           | Karine Lacouture  | LFI   | FI     | Conseillère municipale d'Ermont        |
| 07 |           | Gilles Coupet     | PCF   | COM    |                                        |

### Liste Divers droite conduite par Daniel Fargeot
| N° | Candidats | Candidats          | Parti | Nuance | Principales fonctions                                            |
| -- | --------- | ------------------ | ----- | ------ | ---------------------------------------------------------------- |
| 01 |           | Daniel Fargeot     |       | LR     | Maire d'Andilly, président de l'Union des maires du Val d'Oise   |
| 02 |           | Adeline Roldao     | HOR   | HOR    | Maire de Survilliers                                             |
| 03 |           | Benoit Jimenez     | UDI   | UDI    | Maire de Garges-lès-Gonesse, conseiller régional d'Île-de-France |
| 04 |           | Caroline Berdou    |       | LR     | Conseillère municipale de Montsoult                              |
| 05 |           | Michel Razafimbelo | SE    | DVC    | Maire de Haravilliers                                            |
|    |           |                    |       |        |                                                                  |
| 06 |           | Isabelle Yatoungou |       | LR     | Conseillère municipale de Saint-Ouen-l'Aumône                    |
| 07 |           | Youcef Khinache    |       | LR     | Adjoint au maire d'Ermont                                        |

### Liste Ensemble conduite par Alain Richard
| N° | Candidats | Candidats            | Parti | Nuance | Principales fonctions                          |
| -- | --------- | -------------------- | ----- | ------ | ---------------------------------------------- |
| 01 |           | Alain Richard        | RE    | REN    | Sénateur sortant, maire de Saint-Ouen l'Aumône |
| 02 |           | Zivka Park           | RE    | REN    |                                                |
| 03 |           | Thierry Brun         | HOR   | HOR    | Maire de Margency                              |
| 04 |           | Catherine Carpentier |       | DVC    | Maire de Grisy-les-Plâtres                     |
| 05 |           | Cyril Diarra         |       | DVD    | Maire de Villiers-le-Sec                       |
|    |           |                      |       |        |                                                |
| 06 |           | Nadia Gosmant        | RE    | REN    | Conseillère municipale d'Ézanville             |
| 07 |           | Roger Rozot          | RE    | REN    | Conseiller municipal de Sannois                |

### Liste Divers droite conduite par Sébastien Meurant
| N° | Candidats | Candidats         | Parti | Nuance | Principales fonctions                                  |
| -- | --------- | ----------------- | ----- | ------ | ------------------------------------------------------ |
| 01 |           | Sébastien Meurant | REC   | REC    | Sénateur sortant, conseiller départemental             |
| 02 |           | Isabelle Rusin    | LR    | LR     | Conseillère départementale, maire d'Épiais-lès-Louvres |
| 03 |           | Bernard Jamet     |       | DVD    | Maire de Sannois                                       |
| 04 |           | Sabrina Écard     |       | DVD    | Conseillère municipale de Persan                       |
| 05 |           | Lionel Lessaint   | DLF   | DLF    | Adjoint au maire d'Arronville                          |
|    |           |                   |       |        |                                                        |
| 06 |           | Nicole Bergerat   |       | DVD    | Adjointe au maire de Puiseux-en-France                 |
| 07 |           | Denys de Magnitot |       | DVD    | Maire d'Omerville                                      |

## Résultats détaillés
| Tête de liste                                                                                | Tête de liste            | Liste                                | Voix  | %     | Sièges | +/-           |
| -------------------------------------------------------------------------------------------- | ------------------------ | ------------------------------------ | ----- | ----- | ------ | ------------- |
|                                                                                              | Arnaud Bazin             | Les Républicains                     | 565   | 24,98 | 2      | en stagnation |
| Continuons ensemble pour nos communes                                                        |                          |                                      | 565   | 24,98 | 2      | en stagnation |
|                                                                                              | Rachid Temal             | Parti socialiste (PRG - MDP)         | 427   | 18,88 | 1      | en stagnation |
| Donnons plus de force aux communes                                                           |                          |                                      | 427   | 18,88 | 1      | en stagnation |
|                                                                                              | Daniel Fargeot           | Divers droite (LR - UDI - HOR)       | 317   | 14,01 | 1      | 1             |
| Portons l'avenir de nos communes                                                             |                          |                                      | 317   | 14,01 | 1      | 1             |
|                                                                                              | Pierre Barros            | Union de la gauche (PCF - LFI - G.s) | 262   | 11,58 | 1      | 1             |
| La gauche et les écologistes du Val d'Oise avec Pierre Barros                                |                          |                                      | 262   | 11,58 | 1      | 1             |
|                                                                                              | Alain Richard            | Ensemble (RE - HOR)                  | 260   | 11,49 | 0      | 1             |
| Rassemblement des démocrates et progressistes pour nos collectivités Majorité présidentielle |                          |                                      | 260   | 11,49 | 0      | 1             |
|                                                                                              | Sébastien Meurant        | Divers droite (REC - LR - DLF)       | 259   | 11,45 | 0      | 1             |
| Résistons pour exister au service de nos communes et de la France                            |                          |                                      | 259   | 11,45 | 0      | 1             |
|                                                                                              | Jean-Baptiste Marly      | Rassemblement national               | 156   | 6,90  | 0      | en stagnation |
| Au service des communes pour défendre le Val d'Oise                                          |                          |                                      | 156   | 6,90  | 0      | en stagnation |
|                                                                                              | Jean-Pierre Iborra       | Divers gauche                        | 16    | 0,71  | 0      | en stagnation |
| Jean-Pierre Iborra une autre voie pour nos villes et la France                               |                          |                                      | 16    | 0,71  | 0      | en stagnation |
|                                                                                              |                          |                                      |       |       |        |               |
| Suffrages exprimés                                                                           | Suffrages exprimés       | Suffrages exprimés                   | 2 262 | 97,92 |        |               |
| Votes nuls                                                                                   | Votes nuls               | Votes nuls                           | 14    | 0,61  |        |               |
| Votes blancs                                                                                 | Votes blancs             | Votes blancs                         | 34    | 1,47  |        |               |
| Total                                                                                        | Total                    | Total                                | 2 310 | 100   | 5      | en stagnation |
| Abstentions                                                                                  | Abstentions              | Abstentions                          | 58    | 2,45  |        |               |
| Inscrits / participation                                                                     | Inscrits / participation | Inscrits / participation             | 2 368 | 97,55 |        |               |